# Pedalj vára
Pedalj vára (horvátul: Stari grad Pedalj) egy vár Horvátországban, a Dvorhoz tartozó Pedalj határában.

## Fekvése
A falu felett északnyugatra emelkedő 356 méteres Gradina nevű magaslaton találhatók maradványai.

## Története
Pedalj várát valószínűleg a Babonićok építették a 13. század végén, vagy a 14. század elején. 1346-ban Olivér mester zólyomi ispánnak és rokonainak adták el. Még ebben az évben I. Lajos magyar király elcserélte velük, majd 1347-ben Subics Péter bán bribiri zsupán fiainak, Gergelynek és Györgynek adományozta, azzal a kikötéssel, hogy felhagynak addigi lázongásaikkal és a király javára lemondanak a Szkradin melletti osztrovicai birtokukról. A török veszély közeledtére a Zrínyiek a többi várukkal együtt Pedaljt is megerősítették. A nagyobb török támadások a térség várai ellen 1540 után kezdődtek és bár a várakat nem tudták elfoglalni súlyos károkat okoztak azok uradalmában. Az 1547-es ostromban Pedalj vára súlyosan megrongálódott, de sérüléseit kijavították. Lenković Iván uszkók főkapitány jelentése szerint a várnak 1561-ben ötven fős őrsége volt. A jelentés alapján a bécsi haditanács a tartós védelemre alkalmatlannak találta és elrendelte lerombolását, melyet valószínűleg 1563-ban végre is hajtottak. A törökök azonban újjáépítették és egészen 1637-ig birtokukban volt. Egyesek szerint a ma látható falmaradványok nagyrészt a török építésű vár maradványai.

## A vár mai állapota
Pedalj várának romjai a falutól északnyugatra emelkedő 356 méteres magaslaton találhatók. Sabljar őrnagy 1857-ben készített rajza alapján, amikor még aránylag jó állapotban volt a vár szabálytalan négyszög alaprajzú volt. Északkeleti sarkában egy zömök, hengeres torony állt, melynek déli oldaláról kiindulva a vár központi részét északról és nyugatról falszoros határolta. Ezalatt az északi oldalon előudvar húzódott, melyet egy ötszögletű bástya védett. A külső várfalhoz egy hosszú nyaktaggal csatlakozott a déli sokszögű bástya. A belsővár keleti oldalán a falak magassága még ma is eléri a 8 métert, ennek belső oldalán volt a palotaszárny, míg a belsővár nyugati oldalán épületsor állt. A belsővár déli oldalát egyenes fal zárta, az északi oldalon pedig a belsővár kapuja lehetett. A külsővár bejárata az ötszögletű bástya nyugati része mellett volt, a várárok külső szélén pedig földsánc húzódott, mely később fallal is meg volt erősítve.